# Arthur Davis
Arthur "Art" Davis (14 de junio de 1905 - 9 de mayo de 2000) fue un animador y director estadounidense. Trabajó en el estudio Termite Terrace de Warner Brothers. 

## Biografía
Comenzó como animador en Charles Mintz studio. Mientras trabajaba ahí, ayudó en la creación de Toby the Pup y Scrappy junto a sus compañeros Dick Huemer y Sid Marcus. Davis sería ascendido a director y siguió en el estudio cuando se convirtió en Screen Gems en 1940.
En 1942, Davis deja Screen Gems junto a Frank Tashlin para unirse a Warner Bros. Davis trabajó como animador bajo las órdenes de Tashlin hasta 1946 cuando fue reemplazado por Robert McKimson. Tiempo después, se convirtió en director, reemplazando a Bob Clampett, quien comenzó su propio estudio.
Davis dirigió varios cortometrajes de Looney Tunes y Merrie Melodies, los cuales presentaban ciertas similitudes con el estilo de Clampett y McKimson. Sin embargo, su departamento fue cerrado tres años después en 1949 debido a que Warner tenía problemas de presupuesto. Davis se trasladó al estudio de Friz Freleng hasta que fue cerrado.
Trece años después, Davis volvió a dirigir nuevamente para Warner cuando Freleng estaba ocupado con otros proyectos. El corto que dirigió fue "Quackodile Tears", el cual fue su último cortometraje para Warner; luego se fue con Walter Lantz para trabajar como animador. Dejó a Lantz en 1965 para trabajar en Hanna-Barbera Productions. Más tarde trabajó en DePatie-Freleng Enterprises donde dirigió algunos cortometrajes de La pantera rosa y otros dibujos animados.